# سيلكي
سيلكي (بالإنجليزية: Silkie)‏، المعروف أيضًا باسم الدجاج الحريري أو الحرير الصيني هو سلالة من الدجاج سميت بسبب ريشها الرقيق غير المعتاد، والذي يُقال إنه يشبه الحرير والساتان. السلالة لديها العديد من الصفات غير العادية الأخرى، مثل الجلد الأسود والعظام، وشحمة الأذن الزرقاء، وخمسة أصابع في كل قدم، في حين أن معظم الدجاج لديها أربعة فقط. غالبًا ما يتم عرضها في عروض الدواجن، وتظهر بألوان مختلفة. بالإضافة إلى خصائصها الجسدية المميزة، تشتهر الحرير بمزاجها الهادئ والودي. إنه من بين الدواجن الأكثر طواعية. الدجاجات أيضًا حاضنة بشكل استثنائي، وتعتني بالصغار جيدًا. على الرغم من أنها طبقات عادلة بحد ذاتها، وتضع حوالي ثلاث بيضات فقط في الأسبوع، إلا أنها تستخدم عادة لتفريخ بيض السلالات الأخرى وأنواع الطيور بسبب طبيعتها الحضنة.
'

## تاريخ
لا توجد معلومات تؤكد متى ظهرت هذه الطيور بمزيجها الفريد من السمات لأول مرة، ولكن أكثر نقطة منشأ موثقة جيدًا هي الصين القديمة. تم تسمية أماكن أخرى في جنوب شرق آسيا على أنها احتمالات، مثل الهند وجافا. يرجع أقدم رواية مكتوبة عن الحرير إلى ماركو بولو، الذي كتب عن دجاجة «فروي» في القرن الثالث عشر أثناء رحلاته في آسيا. في عام 1598، نشر يوليس الدروفاندي، وهو كاتب وعالم طبيعة في جامعة بولونيا بإيطاليا، أطروحة شاملة عن الدجاج لا تزال تُقرأ وتحظى بالإعجاب حتى اليوم. في ذلك، تحدث عن «الدجاج الحامل للصوف» و «الدجاج المكسو بالشعر مثل شعر القطة السوداء».

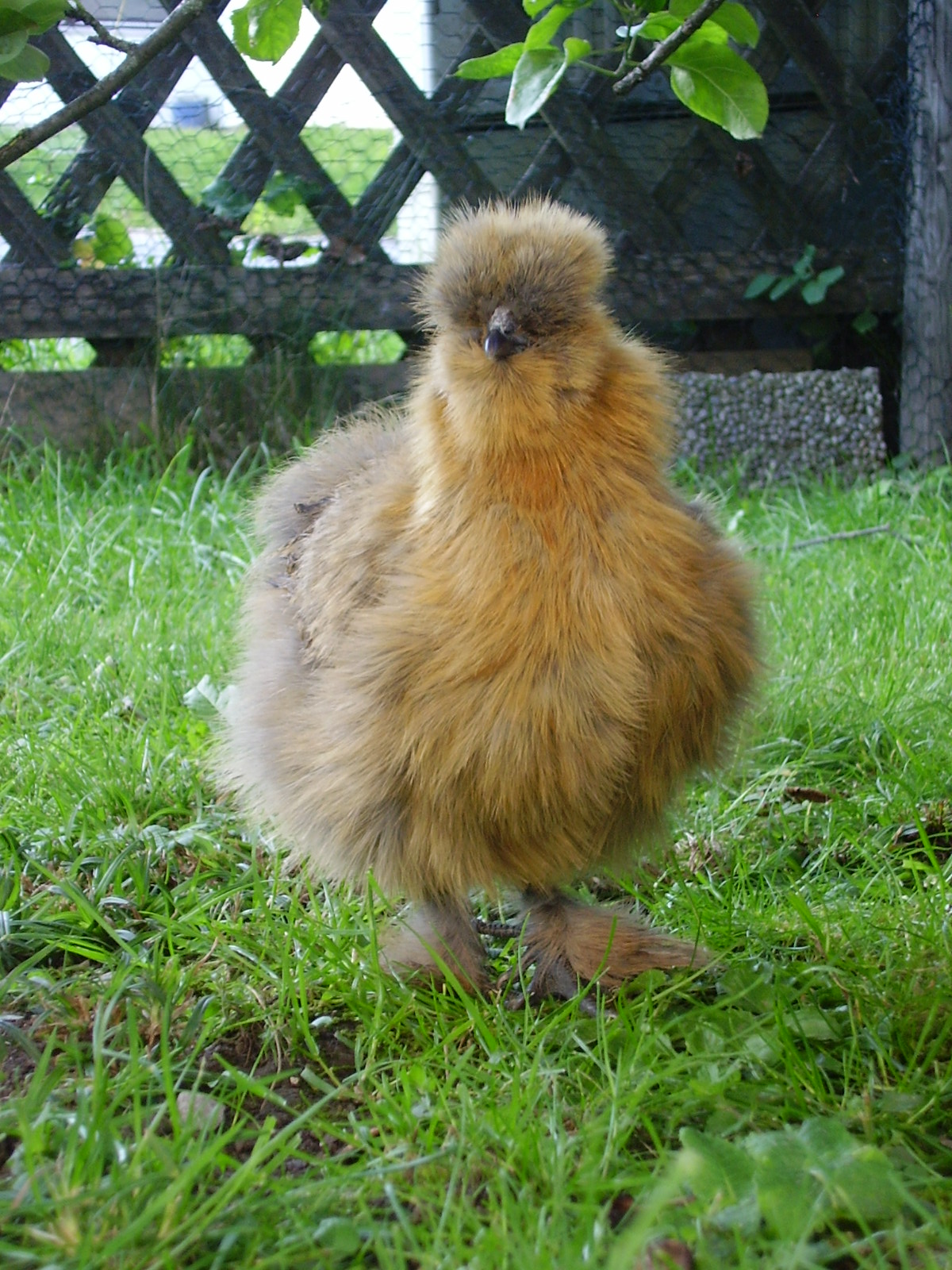
دجاجة الحجل سيلكي

### الديك سيلكي الأبيض
على الأرجح، شق الحرير طريقه إلى الغرب عبر طريق الحرير والتجارة البحرية. تم التعرف على السلالة رسميًا في أمريكا الشمالية مع القبول في معيار الكمال في عام 1874. بمجرد أن أصبحت Silkies أكثر شيوعًا في الغرب، تم تكريس العديد من الأساطير عنها. أخبر المربون الهولنديون الأوائل المشترين أنهم من نسل الدجاج والأرانب، بينما روجت لهم العروض الجانبية على أنها تمتلك فراء ثديي حقيقي.
في القرن الحادي والعشرين، تعد الحرير الحريري واحدة من أكثر سلالات الدجاج انتشارًا وشعبية. غالبًا ما يتم الاحتفاظ بها كطيور زينة أو دواجن أليف من قبل مربي الفناء الخلفي، كما أنها تستخدم بشكل شائع لاحتضان وتربية نسل الدجاج والطيور المائية الأخرى مثل البط والإوز وطيور الطرائد مثل السمان والدراج.

## خصائص
تعتبر الحرير من سلالات البانتام في بعض البلدان، ولكن هذا يختلف باختلاف المنطقة والعديد من معايير التكاثر تصنفها رسميًا على أنها طائر كبير؛ إن بانتام سيلكي هو في الواقع مجموعة متنوعة منفصلة في معظم الأوقات. جميع سلالات أمريكا الشمالية تقريبًا بحجم البانتام، ولكن في أوروبا الحجم القياسي هو الإصدار الأصلي. ومع ذلك، حتى الحرير العادي هو دجاج صغير نسبيًا، حيث يزن الذكور أربعة أرطال فقط (1.8 كجم)، وتزن الإناث ثلاثة أرطال (1.36 كجم). المعيار الأمريكي للكمال يدعو للذكور 36 أوقية (1 كجم) والإناث 32 أوقية (910 جرامًا).
له ريش سيلكي فريدًا من نوعه بين سلالات الدجاج، ولكن في السنوات الأخيرة تم تطوير ريش الحرير في عدة سلالات، لا سيما تشابو، حيث أصبح الآن موحدًا في بريطانيا وهولندا.
وقد تم تشبيهه بالحرير والفراء.
النتيجة الإجمالية هي مظهر ناعم ورقيق. يفتقر ريشها إلى الأشوك، وبالتالي فهي تشبه الريش على الطيور الأخر
ى. هذه الخاصية تجعل الحرير غير قادر على الطيران.
تظهر الحرير في نوعين مختلفين: الملتحي وغير الملتحي. الحرير الملتحي يحتوي على ريش إضافي تحت منطقة المنقار التي تغطي شحمة الأذن. كما أنها مفصولة حسب اللون. تشمل ألوان سيلكي المعترف بها للعروض التنافسية الأسود والأزرق والبرتقالي والرمادي والحجل والأبيض. توجد أيضًا ألوان بديلة، مثل الوقواق والخزامى والأحمر والبقع. تتطلب معايير الكمال أن يكون لدى جميع منتجات Silkies مشط صغير على شكل خشب الجوز، ودلايات داكنة، وشحمة أذن زرقاء فيروزية. بالإضافة إلى هذه الخصائص المميزة، تمتلك Silkies خمسة أصابع في كل قدم. ومن السلالات الأخرى التي تظهر هذه الصفة النادرة دوركينغ، فافيرولي، وسلطان.
جميع الحرير لديها جلد أسود أو مزرق، وعظام ولحوم سوداء رمادية. اسمهم باللغة الصينية، وهذا يعني «الدجاج الأسود العظم». الصباغ الذي يمتد إلى ما وراء الجلد إلى النسيج الضام للحيوان هو سمة نادرة، وفي الدجاج ينتج عن مرض التليف الليفي، وهو طفرة نادرة يعتقد أنها بدأت في آسيا. سيلكي والعديد من السلالات الأخرى المنحدرة من الأسهم الآسيوية تمتلك الطفرة. بغض النظر عن اللون، فإن السلالة لا تنتج عمومًا نفس إنتاج سلالات اللحوم الأكثر شيوعًا في الدجاج.

### البانتام
في المعيار الأمريكي للكمال، الوزن القياسي للذكور في بانتام سيلكي هو 1 كجم (36 أوقية) (12 بوصة) وللأنثى 907 جم (32 أونصة) (10 بوصات). معيار الدواجن الأسترالي ومعيار الدواجن البريطاني يستدعيان أصغر بكثير من سيلكي بانتام؛ في أستراليا، الأوزان القياسية هي 680 جم (25 أونصة) للذكور و 570 جم (20 أونصة) للإناث. الوزن القياسي البريطاني لحرير بانتام هو 600 جرام (22 أونصة) للذكور، و 500 جرام للإناث (18 أونصة).

### متعدد الأصابع
تشتهر الحرير أيضًا بتعدد الأصابع، وعادة ما تظهر في شكل 1-2 رقم إضافي في القدم. وقد ثبت أن السبب الجيني لتكوين الرقم الإضافي هذا هو SNP في منظم لجين SHH، يسمى التسلسل التنظيمي ZPA (ZRS). هذا يسبب تعبير SHH خارج الرحم في الجزء الأمامي من برعم الأطراف النامية، مما يؤدي إلى زيادة نمو الأنسجة والأصابع. بينما تظهر أقدام سيلكي بشكل متعدد الأصابع، فإن الأجنحة لها الترتيب ثلاثي الأصابع القياسي (ثلاثة أرقام). في البداية، طور جهاز دجاج سيلكي الياباني أرقامًا إضافية في الجناح كجنين، لكنها فقدت قبل الفقس. يختلف السبب الوراثي وراء سيلكي متعدد الأصابع عن تلك التي تسبب تعدد الأصابع في سلالة دجاج دوركينج، والتي ترجع إلى تعبير FGF4 خارج الرحم في AER، مع تأثير SHH خارج الرحم.

## استخدم
يبيض الدجاج الحريري عددًا لا بأس به من البيض بلون كريمي، ولكن غالبًا ما ينقطع الإنتاج بسبب ميله الشديد للتكاثر؛ تنتج الدجاجة 100 بيضة في سنة مثالية. غالبًا ما يتم استغلال قدرتها على الحضانة، والتي تم تربيتها بشكل انتقائي من معظم الطيور المرباة خاصة لإنتاج البيض، من قبل مربي الدواجن من خلال السماح لـ سيلكي بتربية نسل الطيور الأخرى.

## في المطبخ

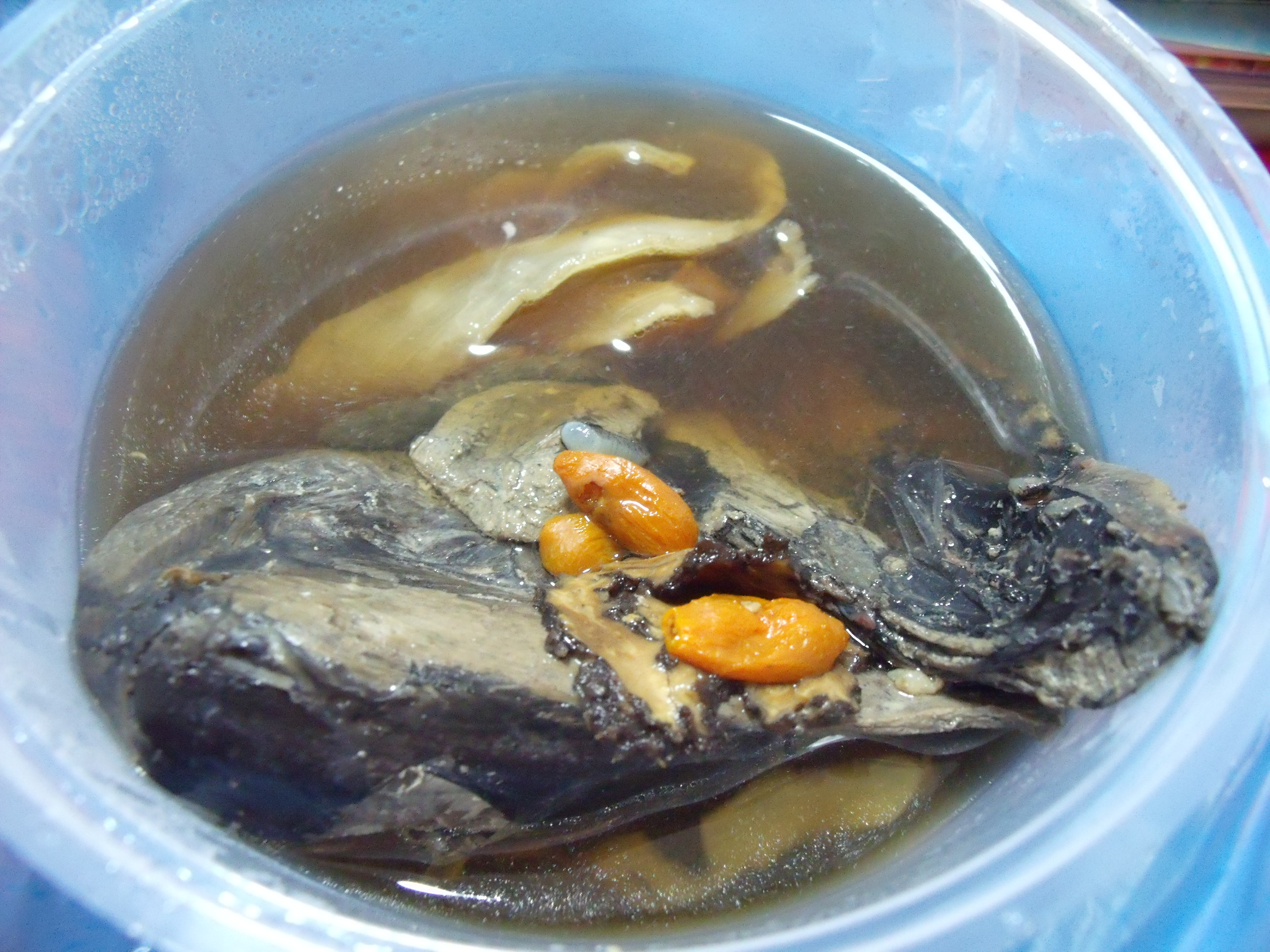
حساء سيلكي يباع في بوكيت باتوك ، سنغافورة

يعتبر اللحم الأسود السيلكي بشكل عام سمة غير عادية في المأكولات الأوروبية والأمريكية. في المقابل، تعتبر العديد من المأكولات الآسيوية لحم سيلكي طعامًا ذواقة. يقدّر المطبخ الصيني السلالة بشكل خاص، ولكنه أيضًا عنصر شائع في بعض الأطباق اليابانية والكمبودية والفيتنامية والكورية. المناطق التي يكون للمطبخ الصيني فيها تأثير قوي، مثل ماليزيا، قد تطبخ أيضًا سيلكي. في وقت مبكر من القرن السابع، اعتبر الطب الصيني التقليدي أن حساء الدجاج المصنوع من لحم سيلكي هو طعام علاجي. تشمل طرق الطهي المعتادة استخدام سيلكي لعمل المرق، والطبخ، وفي الكاري. كما يستخدم الحساء الصيني التقليدي المصنوع من سيلكي مكونات مثل توت الذئب، وديوسكوريا بوليستاشيا (اليام الجبلي)، وقشر البرتقال والزنجبيل الطازج. كما قام عدد قليل من مطاعم الاندماج في المناطق الحضرية في الغرب بطهيها كجزء من المطبخ الأمريكي أو الفرنسي التقليدي، كما هو الحال في كونفيت.